# Sépulture de Hochdorf
La sépulture de Hochdorf est un tertre funéraire d'un haut dignitaire issu de la société hallsttatienne occidentale, durant la première période de l’Âge du fer. Elle fut découverte en 1977-1978 à Hochdorf, un quartier d’Eberdingen, au nord-ouest de Stuttgart, dans le Bade-Wurtemberg, en Allemagne. Étudiée en 1979, elle a fourni un très riche mobilier funéraire.

## Contexte historique et géographique
La tombe date de la fin du VIe siècle av. J.-C. (vers -530 / -500), et appartient à la culture de Hallstatt. Elle intègre un ensemble archéologique regroupant des sépultures de chefs de principautés boïens ayant vécu au cours de cette période.
Cet ensemble s'inscrit  géographiquement  au sein du complexe nord-alpin, autrement dit du Bassin parisien à la Bohême, englobant l'Allemagne du Sud, la Suisse et l'Autriche. Ces principautés, établies sur des points de passage, contrôlaient les échanges commerciaux, comme la principauté de Vix en Côte-d'Or, le camp du château dans le Doubs, l’oppidum fortifié de Heuneburg sur le Danube. Le site de référence de cette période est situé à Hallstatt, en Autriche.

## Tumulus
Cette sépulture était à l'origine sise sous un tumulus de terre recouvert de pierres d'un diamètre d'environ 60 mètres et d'une hauteur estimée à environ 10 mètres. En son centre était creusé un grand caveau aux parois coffrées de bois et constitué de deux caissons concentriques en poutres de chêne, respectivement de 7,4 x 7,5 m et 4,7 x 4,7 m de dimensions. L'espace entre les deux caissons était obstrué de 50 tonnes de pierres, probablement dans le but de préserver le site funéraire d'éventuels pillards. Au cours du temps le toit qui recouvrait le caveau s'est effondré et le tumulus s'est arasé naturellement.
La tombe est, jusqu'à sa découverte, demeurée totalement intègre et a pu livrer les restes d'un homme richement paré et un mobilier d'une exceptionnelle richesse.

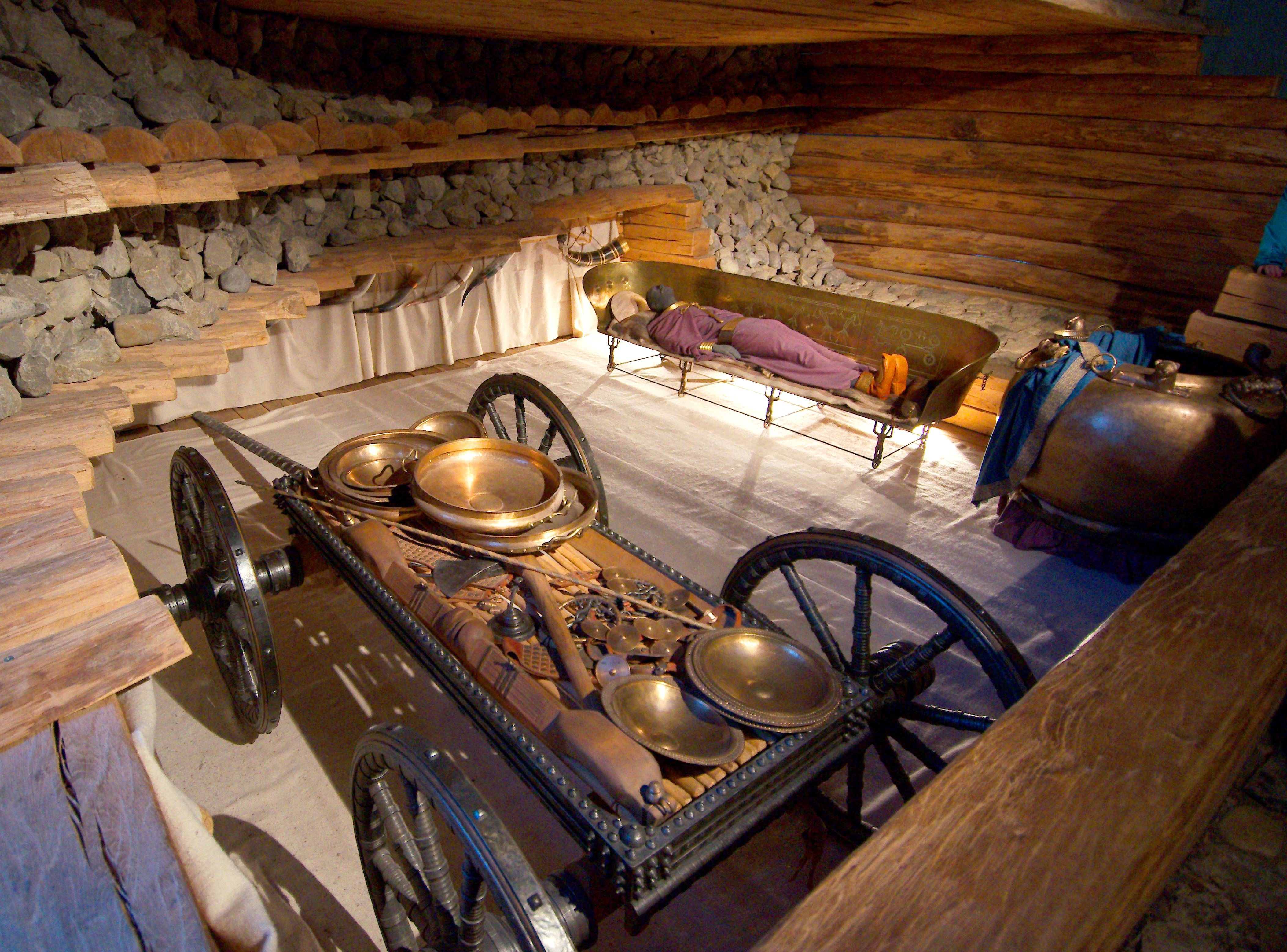
Une reconstitution de la sépulture au musée d'Eberdingen
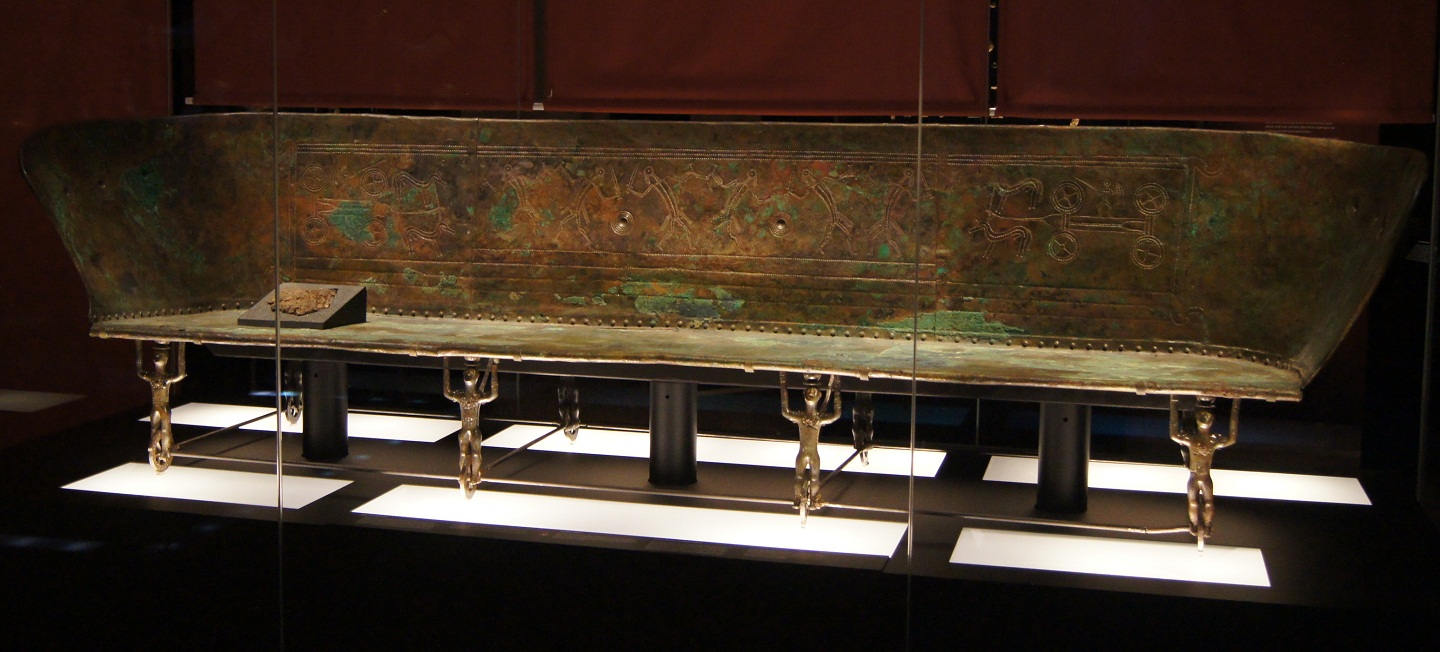
La banquette en bronze
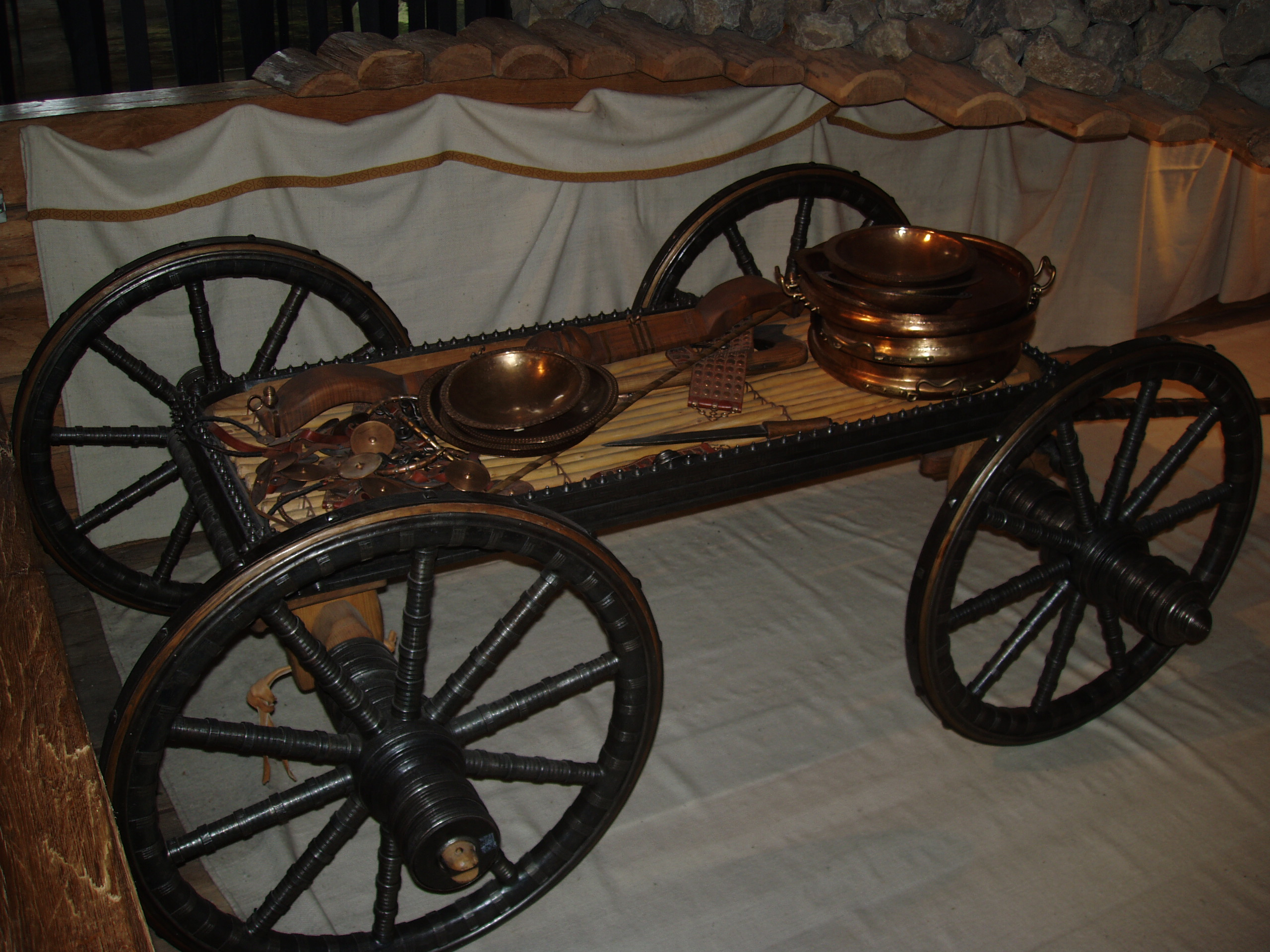
Le char restauré

## Un mobilier exceptionnel

### Le trône multiple[2]
L'élément le plus spectaculaire est une banquette en bronze doré appelée "klinê", une banquette, qui daterait de 530 av. J.-C. environ, sur lequel reposait le corps d'un homme d’une quarantaine d’années. Ce genre d'objet se rencontre plus habituellement chez les Étrusques, mais le décor de celle-ci comporte des éléments d'une facture typiquement celte. Il se pourrait donc que le meuble ait été importé puis redécoré ou copié par les artisans celtes. C'est le seul exemplaire connu chez les Celtes. Son décor est constitué de personnages debout sur des roues qui soutiennent le siège. Sur le dossier de la banquette, des personnages sont représentés avec la technique du repoussé, trois couples de personnages qui se font face, la tête basculée en arrière, armés, et identifiés comme étant des danseurs ou des guerriers lors d'une danse rituelle. Deux chars sont figurés aux extrémités, sur chaque char se tient un homme debout, épée et bouclier en main. cette banquette a été dans un premier temps un trône triple mobile. En effet, l'étude de la klinê indique que ce siège de 2,50m de large, permet d'envisager trois voire quatre personnes assises normalement et trois personnes si elles sont assises en tailleur. Les deux rangs de quatre supports prenant la forme de cariatides semblent délimiter précisément trois places d'environ 0,80 cm de large chacune. Ses pieds en forme de femmes levant les bras soutiennent le siège sur leur tête et sur leur mains. On trouve un dispositif semblable sur le trône représenté sur la frise de l'un des grands côtés du sarcophage en pierre du tumulus de Kizöldun à Gümüscay, près de Briga, dans l'ancienne plaine du Granique en Turquie. 
La faible hauteur des pieds place le siège à seulement 35 cm au-dessus du sol. Même en supposant que la banquette était recouverte d'un coussin, cette faible hauteur est inférieure pour qu'un homme de 1,87m puisse s'y asseoir confortablement avec les pieds reposant à terre. Mais, à partir du moment où l'on envisage que les utilisateurs soient assis en tailleur, cette faible hauteur des pieds n'est alors plus un problème. De plus, la présence de deux anneaux aux extrémités du siège permet à deux personnes de déplacer sans problème la banquette, même si trois personnes sont assises dessus.

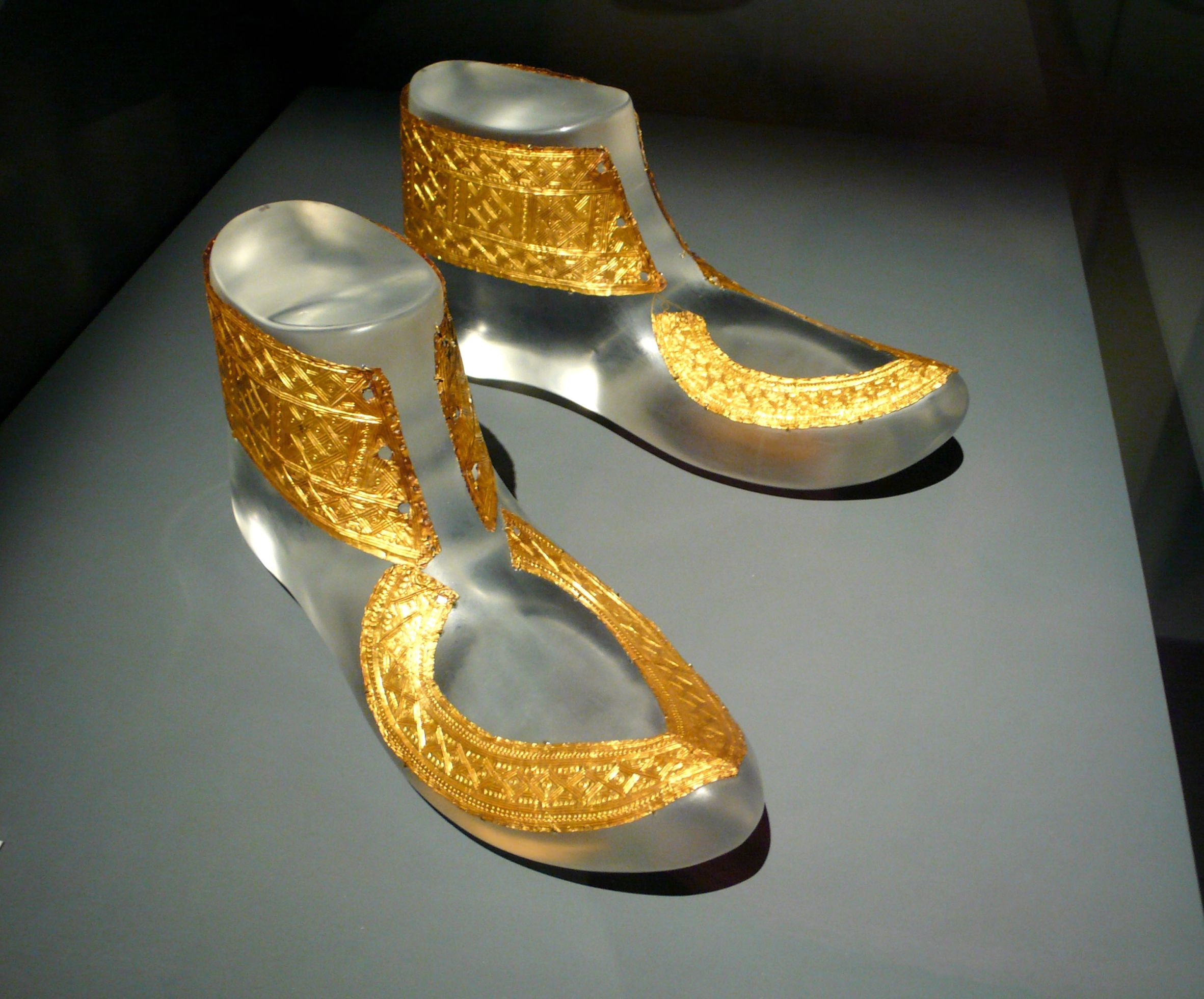
Feuilles d'or couvrant les chausses
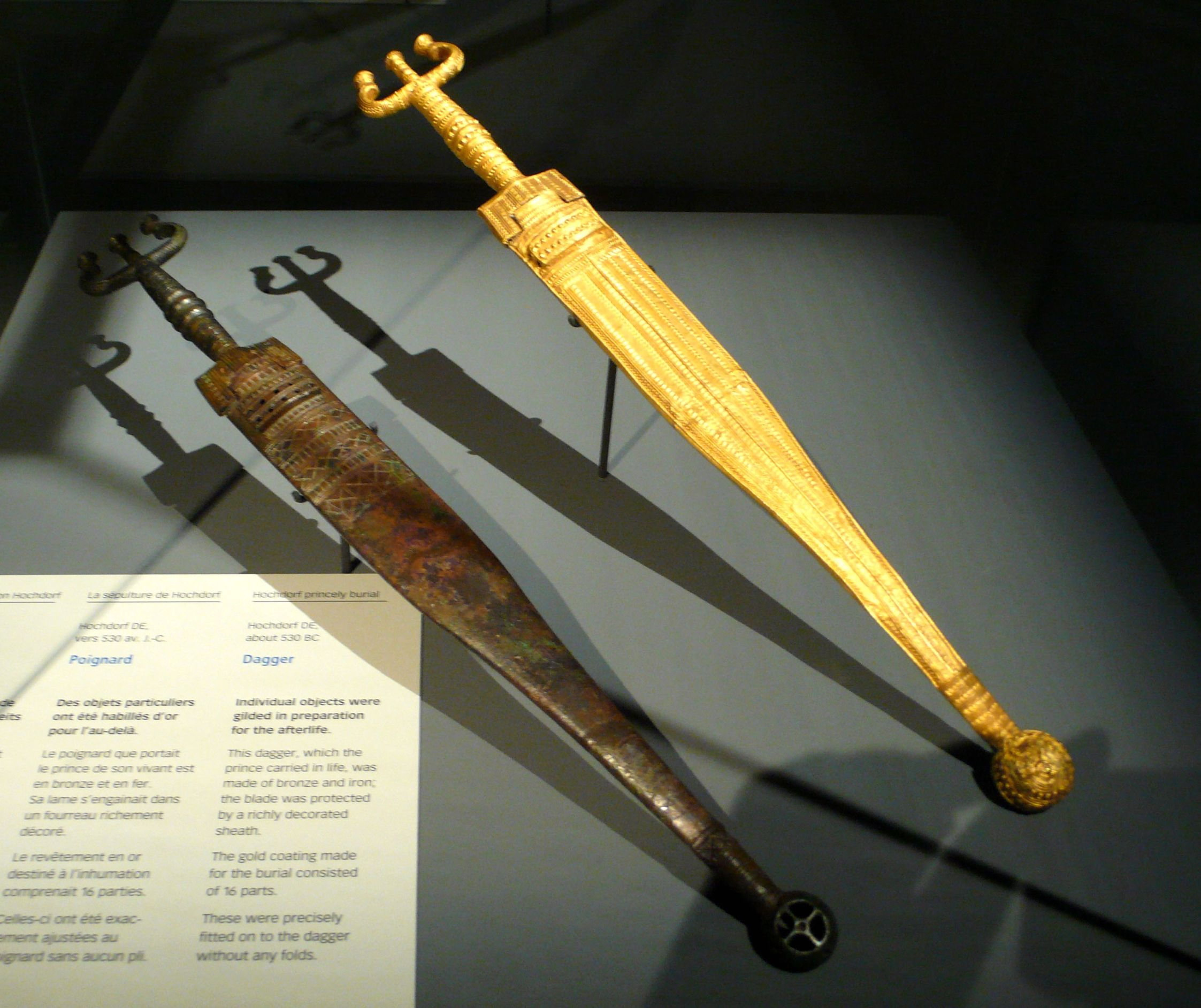
Dague à fourreau d'or
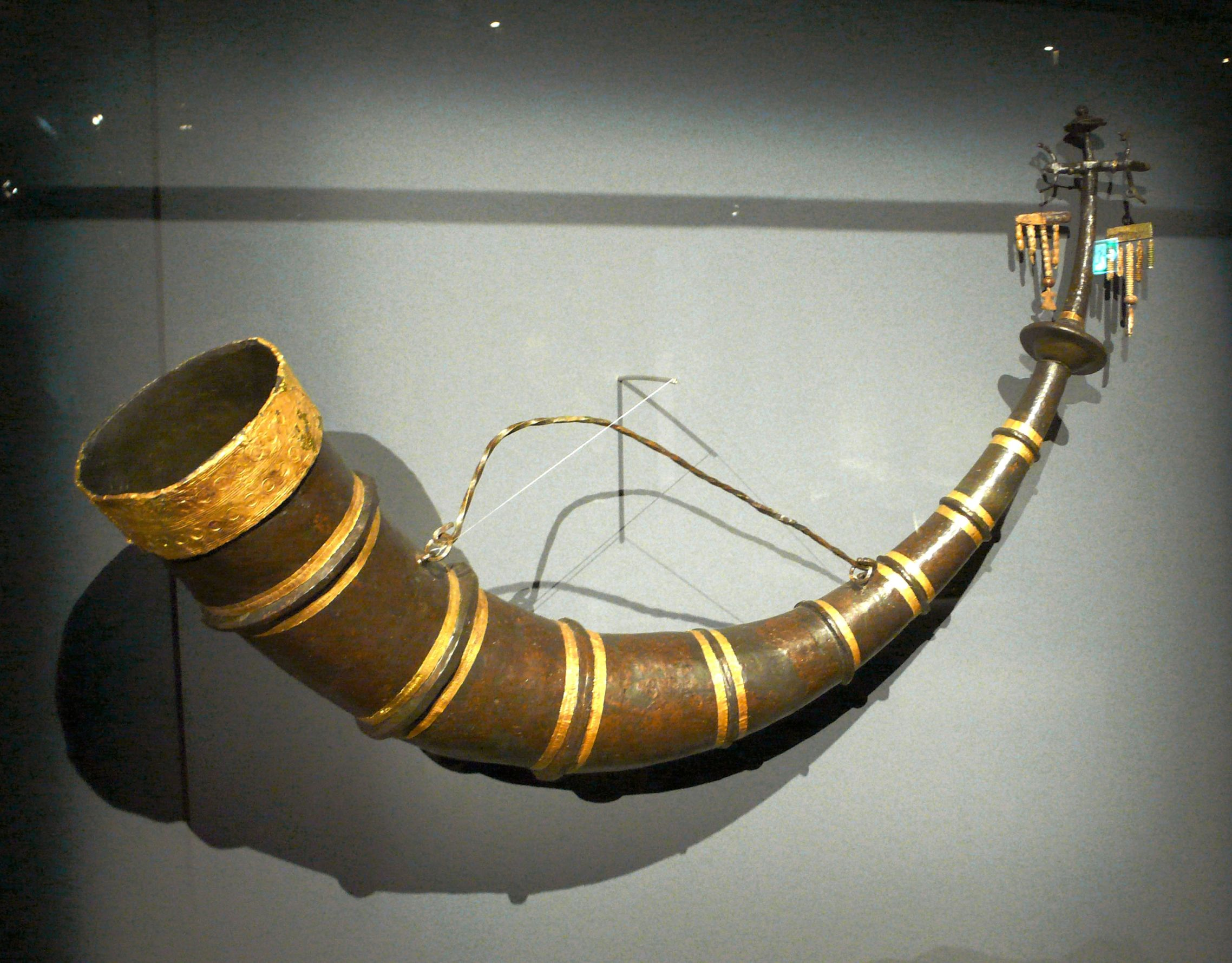
Corne à boire, armée d'anneaux de bronze et d'or
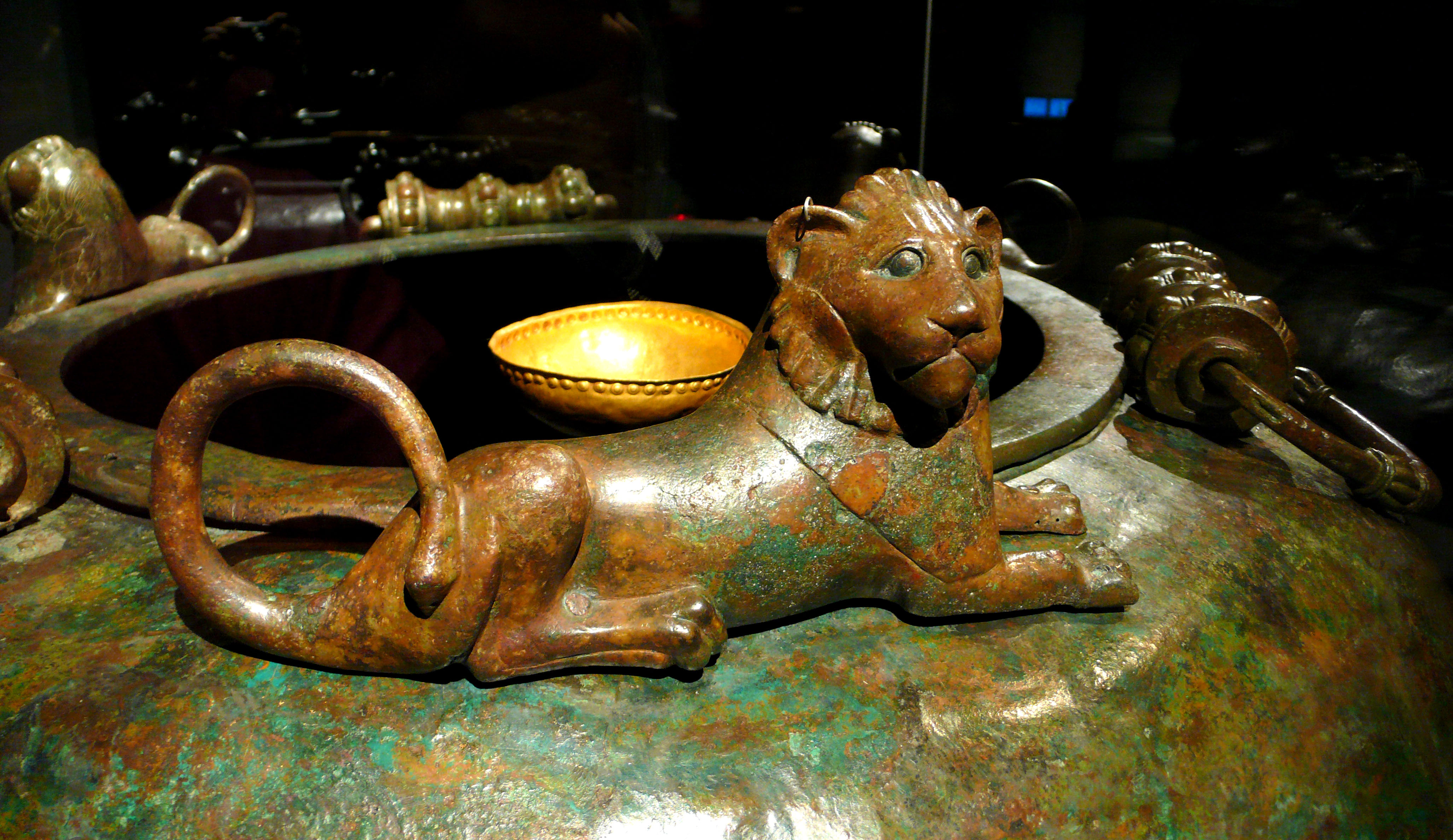
Détail du chaudron de bronze

### Autres pièces
On a trouvé également les pièces suivantes :
- Un char à quatre chevaux et quatre roues[3] et ses pièces de harnachement occupent le mur est de la tombe ; contrairement à d’autres sépultures, il n'est pas démonté. Son plateau était chargé de vaisselle de bronze.
- Neuf cornes à boire étaient accrochées au mur, huit en corne d’aurochs et une, plus grande, en fer ; elles étaient recouvertes de feuilles d'or.
- Un chaudron en bronze importé de Grèce et d'une contenance d'environ 500 litres, des traces d’hydromel ayant été retrouvées dans le fond de celui-ci. Trois lions en bronze ornent le bord du chaudron. Deux lions sont issus de grande Grèce, le troisième étant de fabrication locale. Ce troisième lion témoigne de l'appropriation des figures venues d'Orient par les hommes du début du premier Âge du fer. Il peut ainsi représenter les prémices de la culture celte qui va se développer par la suite, du fait de ces contacts avec l'Orient, notamment par le commerce maritime qui gagne alors en intensité
- Le corps du défunt était accompagné de bijoux, torque et bracelet en or et de diverses armes, toutes recouvertes de feuilles d'or.
- Un grand nombre de pièces de vaisselle en bronze dont certaines d'importation grecque, mais également d'autres objets familiers, carquois et flèches, objets de toilette[3].

## Le rite funéraire
Typique des sépultures du Hallstatt, le char occupe une grande place, il aurait sans doute servi à exposer et transporter le corps durant les funérailles. Parfois, les chevaux étaient sacrifiés et ensevelis avec le défunt. Cependant dans le site archéologique de Hochdorf, nulle trace n'en a été retrouvée. À l'instar des autres tombes princières faisant partie du même ensemble archéologique, la thématique du banquet funéraire y est très explicite, le cratère était probablement laissé rempli de breuvage, d'abondante vaisselle et, à Hochdorf, les neuf cornes à boire incitent à penser que des libations cultuelles accompagnaient le rite funéraire.